# BC Mügeln 1919
Der BC Mügeln 1919 e. V. war ein deutscher Fußballverein mit Sitz in der sächsischen Kleinstadt Mügeln im dortigen Landkreis Nordsachsen.

## Geschichte

### Gründung bis Wende
Der Verein wurde unter dem Namen BC Mügeln am 15. April 1919 gegründet. Drei Tage später trug die Mannschaft ihr erstes Spiel, einen 3:1-Sieg über eine Mannschaft aus Oschatz, aus. Bis zum Ende des Zweiten Weltkriegs betreibt die Mannschaft lediglich auf Kreisebene ihre Partien. Ab der Saison 1946/47 gehört man schließlich zu den spielstärkeren Mannschaften und nimmt später in der Spielzeit 1948/49 auch an der Landesmeisterschaft Sachsen teil. Am Ende der Runde erreicht man mit 12:38 Punkten den 24. von 26 Plätzen in der Liga des Bezirks Leipzig, zur nächsten Saison spielte man dann in der Bezirksklasse weiter. Kurze Zeit später firmierte man schließlich unter dem Namen BSG Chemie Mügeln. In den folgenden Jahren konnte mehrfach die Meisterschaft im Kreis erreicht werden. Ein Aufstieg sollte jedoch nie gelingen. Spätestens ab dem Jahr 1960 nannte sich der Verein dann BSG Aufbau Mügeln. Eine Verbindung zum ehemaligen Gründungsjahr lässt sich hier bei der Einladung zum fünfzigjährigen Jubiläum als auch der Notierung als Kreispokalsieger 1960 entnehmen. Ende der 60er Jahre bis Anfang der 70er Jahre erfolgte jedoch ein Aderlass an Spielern, womit die sportliche Stärke nicht aufrechterhalten werden konnte. Nach einer Union des Vereins mit Spielern aus der Region Döbeln, kam es dann am 4. August 1974 zur Fusion unter dem neuen Namen BSG Kooperation Niedergoseln. Nachdem Zusammenschluss ging es sportlich wieder nach oben und man konnte sich ab 1979 hin und wieder in der Bezirksklasse blicken lassen. Mitte der 80er Jahre begann jedoch eine sportliche Talfahrt, welche mittelfristig in der Kreisliga endete.

### Nach der Wende
Nach der Wende wurde aus der BSG schließlich unter Anwendung des ehemaligen Namens, am 7. Juni 1990 der BC Mügeln 1919. Die Stärke der Jugend-Mannschaften konnte in den folgenden Jahren erheblich gesteigert werden, für die Herren-Mannschaft galt dieser Aufschwung jedoch eher nicht. Jedoch gelang es in den folgenden Jahren zumindest noch einmal Meister sowie Pokalsieger zu werden. Ende der 2000er Jahre befand sich die Mannschaft in der Bezirksklasse Leipzig.
Am 1. Mai 2009 kam es schließlich zur Verschmelzung des BC mit der SG Sachsenobst Ablaß/Mahlis zum neuen Verein SV Mügeln/Ablaß 09. Da dieser nicht mehr als Gründungsjahr 1919 ausweist, kann hier nicht mehr von einem direkten Rechtsnachfolger gesprochen werden.

## Nachfolgeverein
Als Nachfolgerverein wurde im Jahr 2009 der SV Mügeln / Ablaß 09 gegründet. Die erste Saison als gemeinsamer Verein war die Spielzeit 2009/10 in der Bezirksklasse Leipzig, was auch gleichzeitig die letzte Runde dieser Liga war. Als Meister mit 76 Punkten gelingt anschließend auch der sofortige Aufstieg. In der Bezirksliga Leipzig schlägt man sich zum Start dann wacker und es gelingt mit 41 Punkten über den achten Platz sich im direkten Mittelfeld zu platzieren. In der Saison 2012/13 schaffte man es überraschenderweise jedoch nur vier Punkte über die gesamte Spielzeit zu sammeln. Weit abgeschlagen musste man somit als Tabellenletzter nach dieser Runde wieder absteigen. Nun in der Nordsachsenliga angekommen, platzierte man sich erst einmal wieder im Mittelfeld. Später kann man hin und wieder an den oberen Plätzen anklopfen, um den Aufstieg spielt man jedoch nie wirklich mit. Seit der Saison 2021/22 ist die erste Mannschaft in der Kreisliga Nordsachsen unterwegs.